# EMBnet
EMBnet  (European Molecular Biology network) est un réseau collaboratif international dont le but est d'améliorer les services de bio-informatique, en regroupant et mettant en contact les divers fournisseurs de services.
En 2008 EMBnet comptait 37 nœuds répartis dans 32 pays. Les nœuds incluent des fournisseurs de services bio-informatiques nationaux, d'institut de recherche ou de département.
L'activité principale de la plupart des nœuds est de fournir à chaque communauté scientifique nationale un accès aux bases de données et aux outils logiciels de bio-informatique, ainsi qu'à des ressources de calcul et de stockage. EMBnet est aussi actif dans le domaine de l'enseignement de la bio-informatique et du développement de logiciels. Par exemple, les outils suivants ont été créés par des membres de la communauté EMBnet: EMBOSS, wEMBOSS, UTOPIA.
EMBnet représente une large communauté d'utilisateurs et travaille en proche collaboration avec les producteurs de bases de données tels que l'Institut européen de bioinformatique (EBI) ou l'Institut suisse de bioinformatique (SIB) dans le but d'assurer une couverture uniforme des services en Europe et dans le monde. EMBnet est une fondation de droit public (Stichting) enregistrée aux Pays-Bas.
Depuis sa création en 1988, EMBnet a évolué à partir d'un réseau informel d'individus chargés de maintenir les bases de données biologiques vers la seule organisation mondiale qui encourage les professionnels de la bio-informatique à travailler ensemble pour soutenir les domaines en expansion de la génétique et de la biologie moléculaire. Bien que composé principalement de nœuds académiques, EMBnet bénéficie de la valeur ajoutée de partenaires industriels. Le succès d'EMBnet attire un nombre croissant d'organisations non-européennes. EMBnet offre une infrastructure pour l'organisation de cours, fournir de l'aide technique et aider ses membres à répondre aux changements rapides des besoins de la recherche biologique qu'aucun institut individuel n'est capable d'offrir. En 2005 l'organisation a créé d'autres types de nœuds qui permettent la participation de plusieurs instituts au sein d'une même pays. Cette nouvelle catégorie se nomme « nœud associé ».

## Coordination et organisation
EMBnet est contrôlé par une assemblée générale annuelle (AGM), et géré par un comité exécutif qui supervise l'activité de trois sous-comités spécialisés:
- Comité de formation (E&T=Education and Training) : le support de la formation comprend des séries de cours organisés dans les différents pays et en différentes langues locales. Le comité propose également le développement de matériel éducatif en ligne.
- Comité de relation publiques (P&PR=Promotion and Public relations) : le comité publie et distribue un magazine appelé EMBnet.news, ainsi que des fiches de référence de poche (QuickGuides)
- Comité Technique (TM=Technical Manager) : le comité apporte son assistance technique aux autres nœuds et aux utilisateurs.

## Réussites d'EMBnet
EMBnet a hébergé les premiers serveurs gopher et World Wide Web en biologie (CSC BioBox).
EMBnet a été le premier à offrir des solutions pour effectuer des mises à jour journalières de base de données utilisant Internet (NDT), pour effectuer des calculs distribués (HASSLE) et pour accéder et lier des bases de données de manière efficace (SRS).
Le projet Ping a été créé comme moyen d'obtenir une information continue sur l'efficacité des réseaux en Europe.
EMBnet a pour but de fournir et de développer gratuitement des logiciels publiques (EMBOSS) utilisant les algorithmes les plus récents.
EMBER (European Multimedia Bioinformatics Educational Resource) est un projet financé par l'Union européenne visant à développer une panoplie d'outils multimédia éducatifs pour la bio-informatique. EMBER comprend un tutorial interactif en bioinformatique et un cours indépendant sur CD-ROM. 